# 周虎拜
周虎拜，山东人，是一名清朝政治人物。
周虎拜曾于1813年接替何星文任宝山县知县一职，1813年由吴桓接任。